# Codex Athous Lavrentis
- Papyrus
- Onciale
- Minuscules
- Lectionnaire

Le Codex Athous Lavrentis, ou Codex Athous Laurae, portant le numéro de référence Ψ ou 044 (Gregory-Aland), δ 6 (Soden), est un parchemin manuscrit en écriture grecque onciale. 

## Description
Le codex se compose de 261 folios. Il est écrit avec une colonne à 31 lignes. Les dimensions du manuscrit sont 21 cm x 15,3 cm,. 
Ce Codex est un manuscrit contenant le texte du Nouveau Testament (à l'exception du texte de l'Apocalypse) avec quelques lacunes sur les textes de Évangile selon Matthieu, de Évangile selon Marc (1,1-9,5). Manque aussi le dernier folio de Épître aux Hébreux. 
Les Épîtres catholiques y suivent cet ordre : 1 Pierre, 2 Pierre, Jacques, 1 Jean, 2 Jean, 3 Jean, et Épître de Jude. 
Les lettres ont les accents et les respirations. L'un des plus anciens manuscrits de notes de musique (neume).
Il contient les canons de concordances. 
Les paléographes datent ce manuscrit du VIIIe siècle (ou IXe siècle).

## Texte
Le texte du codex est majoritairement de type byzantin, avec des portions de types alexandrin et occidental. Kurt Aland le classe en Catégorie II pour les Épîtres catholiques et en Catégorie III pour les autres livres. 
Le manuscrit ne contient pas de Pericope Adulterae (Jean 7,53-8,11).
Il est conservé au monastère de la Grande Laure (Lavra, B’ 52) du Mont Athos.